# Церковь Святого Степаноса (Ларнака)
Церковь Святого Степаноса (Стефана) (арм. Սուրբ Ստեփանիս եկեղեցի)— армянская церковь в Ларнаке на острове Кипр.

## История
Церковь Святого Степаноса была построена 1909 году армянами, спасшимся от Киликийского погрома 1909 года в память о жертвах этой страшной трагедии. Настоятелем храма является отец Машдоц (Маштоц) Ашкарьян.

## Внешние ссылки
- Фотографии армянских храмов Кипра (недоступная ссылка)
- Официальный сайт церкви
- hayem.org — Сайт армян Кипра
- gibrahayer.com — Сайт армян Кипра